# Faktograf
Faktograf.hr hrvatska je mrežna stranica za provjeravanje činjenica koju su 2015. godine osnovali Hrvatsko novinarsko društvo i GONG. Član je International Fact Checking Networka, a od travnja 2019. godine dio Facebookovog programa Third Party Fact Checking. U 2019. godini jedina je medijska organizacija u Hrvatskoj specijalizirana za provjeravanje činjenica.
Faktograf ocjenjuje točnost izjava hrvatskih javnih osoba i medija jednom od pet ocjena: "Fakt", "Tri kvarta fakta", "Polufakt", "Ni pola fakta" i "Ni F od fakta".

## Povijest
Godine 2019. Faktograf je postao partner Facebooku kao jedan od njihovih europskih provjerivača činjenica.  U svibnju 2019. zajedno s 18 drugih organizacija za provjeru činjenica, Faktograf se pridružio FactCheckEU-u, Međunarodnoj mreži za provjeru činjenica, koja je provjeravala činjenice o Europskoj uniji (EU) i izjavama europskih političara.  Također je razotkrio prijevare vezane za izbore u EU.  U prosincu 2019. Faktograf je otkrio da je Ministarstvo gospodarstva, poduzetništva i obrta Republike Hrvatske koristilo novac iz EU fondova za dodjelu bespovratnih sredstava od 13.200 eura portalu Dnevno.hr, za koji je dokazano da je više puta dijelio dezinformacije o EU, širio lažne vijesti, pa čak i govor mržnje.
Godine 2020. tijekom pandemije COVID-19, Faktograf je lažno optužen od strane korisnika društvenih mreža, internetskih platformi i web-stranica u Hrvatskoj za "učinkovitu cenzuru njihovih mišljenja" podijeljenih na Facebooku, dok su oni samo označavali netočan sadržaj i dezinformacije, a odluka o uklanjanju takvog sadržaja ostala je isključivo na Facebooku.  U lipnju 2020. Faktograf je, zajedno s nekoliko drugih jugoistočnoeuropskih organizacija, osnovao SEE Check, mrežu za provjeru činjenica, kako bi razotkrio viralne dezinformacije o COVID-19 u jugoistočnoj Europi, kao i pripadajuću Viber zajedničku grupu, Twitter profil i Facebook stranicu.

## Vanjske poveznice
- Službena web-stranica